# 提乌德里克四世

提乌德里克四世（法語：Thierry IV，713年—737年4月30日），法蘭克王國墨洛溫王朝國王（721年2月13日－737年4月30日在位）。提烏德里克四世是達戈貝爾特三世之子。

## 生平
父親達戈貝爾特三世於717年逝世時，提烏德里克當時只有兩歲，未能繼承王位。王位由希爾德里克二世之子希爾佩里克二世繼承。希爾佩里克二世繼續支持紐斯特里亞宮相額英夫洛與特奧德巴爾德及赫斯塔的丕平的私生子查理·馬特之間爆發多場大戰。其後，宮相查理·馬特所在扶持的克洛泰爾四世及希爾佩里克二世先後於719年及721年逝世，查理·馬特將只有8歲的提烏德里克四世擁立為國王，在提烏德里克四世統治期間，查理·馬特操控了朝政，甚至整個王國，提烏德里克四世成為了他的傀儡。查理·馬特將提烏德里克四世最初羈押在彻里斯修道院，其後在沙托蒂耶里。
732年，查理·馬特在圖爾戰役中阻擋了信奉伊斯蘭教的倭馬亞王朝侵襲法蘭克王國的軍隊。此戰制止了穆斯林勢力對歐洲的入侵，不單拯救了法蘭克王國，亦保護了歐洲基督教文明。查理·馬特在此戰威震西方世界，不單聲名大振，加快取代墨洛溫王朝，奠定加洛林王朝的基礎。

## 死亡
提烏德里克四世於737年4月30日逝世，死後查理·馬特在之後再也沒有立新的國王，法蘭克國王王位懸空了七年，直至查理·馬特逝世後，他的兩名兒子繼任宮相才再立希爾德里克三世為國王。

## 配偶与子女
提烏德里克四世終生並未結婚，所以也沒有子女，导致墨洛温王朝最终走向了断绝。